# Sir Bani Yas
Sir Bani Yas, en arabe صير بني ياس, est une petite île des Émirats arabes unis situé dans le golfe Persique. Elle fait partie de l'émirat d'Abou Dabi, se trouvant à environ six kilomètres au nord du territoire continental de l'émirat.

## Étymologie
L'île porte le nom des Bani Yas, une confédération originaire d'Arabie centrale, la dynastie Al Nahyane est issu des Al Falahi et celle des Al Maktoum est issu des Al Falasi. 

## Histoire

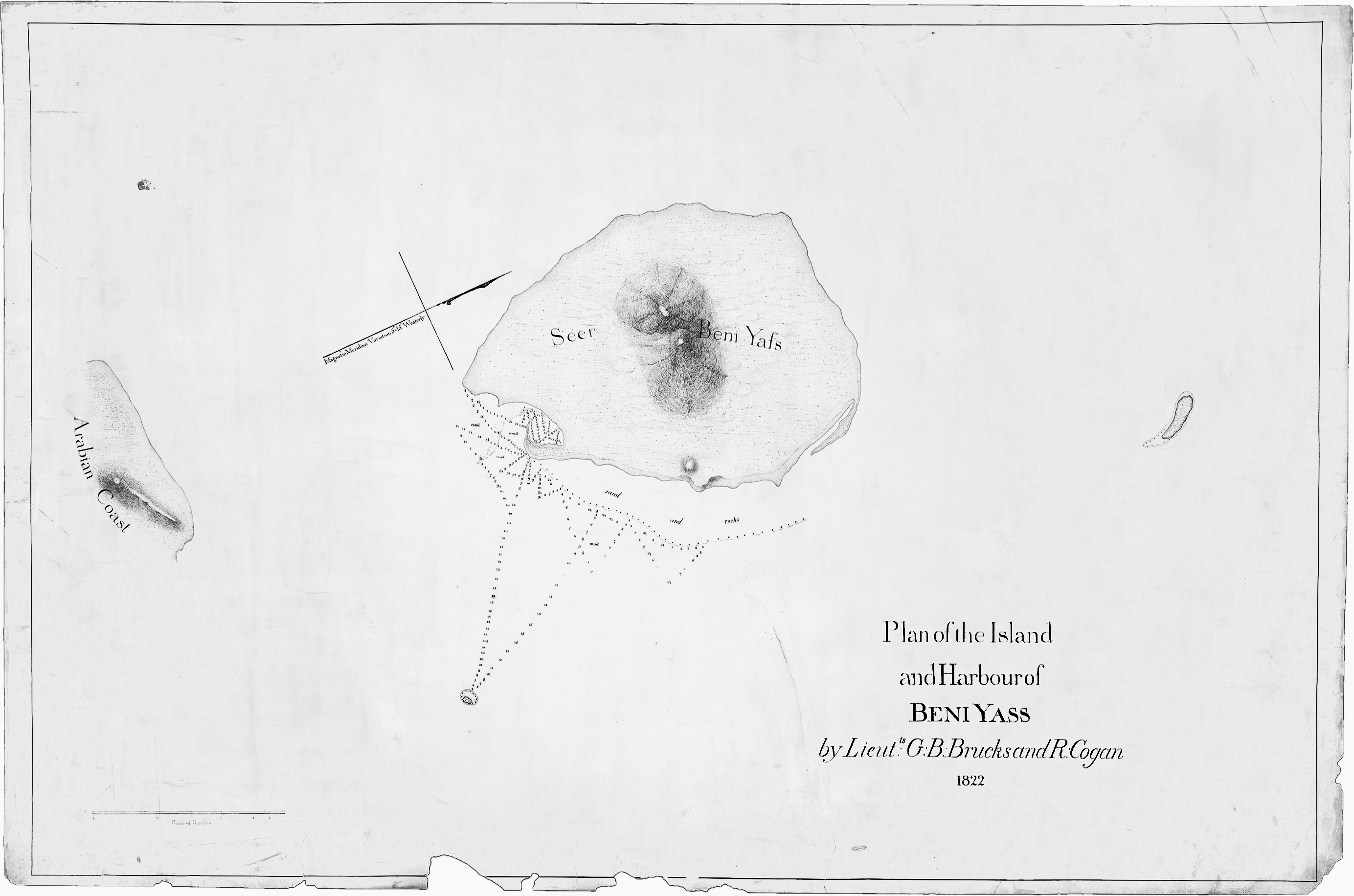
Carte de l'île en 1822.

L'île a été transformée en 1971 en réserve naturelle sous l'impulsion du cheikh Zayed ben Sultan Al Nahyane. De nombreux arbres y ont été plantés et l'île compte notamment l'une des plus importantes populations d'oryx d'Arabie après les difficultés du sanctuaire de l'oryx arabe dans le Sultanat d'Oman. Il a été ouvert au public en 2009.
Les ruines d'un ancien monastère chrétien et d'une église, datés des années 600 y sont visibles. Il s'agirait du « plus ancien de l'ère pré-islamique dans la région du Golfe »,. Leur visite est ouverte au public.

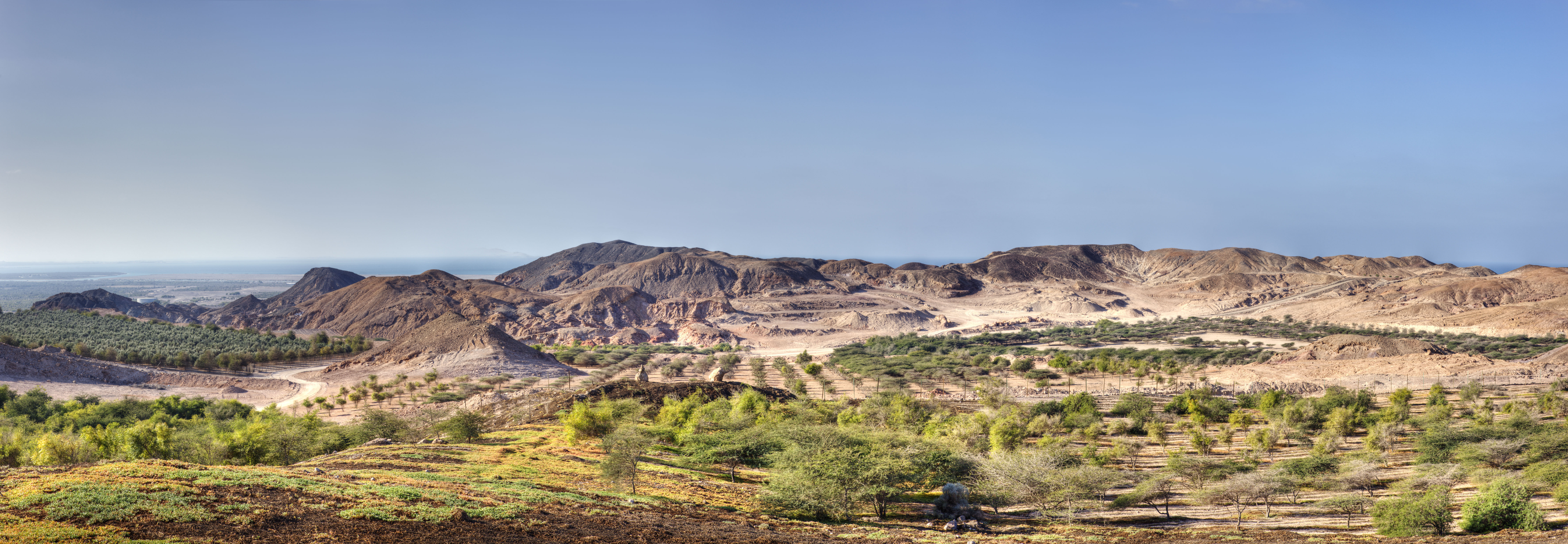
Vue panoramique.